# Saint-Pierre-d'Irube
Saint-Pierre-d'Irube é uma comuna francesa na região administrativa da Nova Aquitânia, no departamento dos Pirenéus Atlânticos. Estende-se por uma área de 7,67 km². Em 2010 a comuna tinha 5 259 habitantes (densidade: 685,7 hab./km²).